# 에드워드 권의 Yes Chef 시즌 2
《에드워드 권의 Yes Chef 시즌 2》(예스셰프 시즌2)는 QTV에서 2011년 6월 5일부터 2011년 8월 21일까지 방송되었던 TV 프로그램이다. 한식의 세계화 및 대한민국의 글로벌 스타 찾기 프로젝트를 위해 제작되었다. 우승자는 1억 원의 연수 지원금을 받고, 미국 캘리포니아 미슐렝 레스토랑에서 근무할 자격을 얻게 된다.

## 최종 결과
| 순위 | 이름        | 소속                                                               |
| ---- | ----------- | ------------------------------------------------------------------ |
| 1위  | 안승은      | PPK kitchen                                                        |
| 2위  | 정준형      | ORTIGA                                                             |
| 3위  | 박경신      | Peniel                                                             |
| Top6 | 이지민      | 월병나라                                                           |
| Top6 | 타카기 리나 | 필름있수다                                                         |
| Top6 | 류종현      |                                                                    |
| 7위  | 장선경      | THE MIXED ONE                                                      |
| 8위  | 이은애      |                                                                    |
| 9위  | 정동빈      |                                                                    |
| 10위 | 조성남      | 한국호텔관광교육재단, 前주동티모르대한민국대사관, 前조성남요리학원 |
| 11위 | 박명화      |                                                                    |
| 12위 | 권헌        |                                                                    |